# Teologia feminista
La teologia feminista és la modalitat de la teologia crítica o d'alliberament que té la finalitat de denunciar els pressupòsits religiosos de la discriminació de la dona i de descobrir el missatge de llibertat i igualtat social, en les diverses tradicions religioses, per construir les bases de l'emancipació femenina i de qualsevol persona objecte d'opressió i exclusió social.
La teologia feminista s'ha desenvolupat al llarg de la història, però es parla de teologia feminista especialment a partir de la darrera meitat del segle xx com a teologia crítica lligada al desenvolupament del moviments d'alliberament de les dones. Va rebre un impuls important des del moviment ecumènic i del moviment de renovació dins de l'Església Catòlica després del Concili Vaticà II.

## Àmbits d'estudi
La teologia feminista en sentit ampli abasta una gran varietat de moviments i corrents de pensament diferents en les distintes tradicions religioses i cultures del món sorgits sempre d'una reflexió que reconsideri les tradicions, pràctiques, escriptures, i les teologies de les religions des d'una perspectiva feminista. Cal diferenciar la teologia femenina de la teologia feminista. La perspectiva femenina, a diferència de la feminista, no ha de posicionar-se de forma crítica davant ningú. La perspectiva feminista pressuposa un posicionament crític per què parteix d'una experiència de contradicció entre al pròpia vivència i la fe o tradició rebuda.
La perspectiva feminista pressuposa que dones i homes han estat creats per establir entre ells relacions lliures i recíproques, sense submissió ni domini per part de ningú i, per tant, es posiciona de manera crítica enfront de les estructures d'opressió patriarcals.
La teologia feminista parteix del fet que al llarg de la història, les dones han estat subjectes tractats com a “no persones” i com a tal han estat subordinades, explotades i oprimides, en les diferents èpoques i cultures de la humanitat. Les teòlogues i teòlegs feministes creuen que Déu no discrimina basant-se en les característiques biològicament determinades, com el gènere i l'ètnia. Però per a la majoria d'autores i autors no és la condició de “dona” el que origina un contingut moral especial, sinó la realitat implicada en l'existència històrica de les dones, és a dir són els drets humans vinculats a la dona, el que dona lloc a valors morals. Tant l'ètica feminista com la teologia feminista plantegen la universalització del feminisme des del moment en què s'identifiquen les dones com a símbol dels oprimits, dels més dèbils, dels exclosos i dels marginats.
Per això els teòlegs i les teòlogues feministes s'interessen per altres discriminacions i opressions fetes en nom de la religió com la dels pobres i exclosos en l'àmbit social, homosexuals, persones transgènere, indígenes, immigrants, etc.
La teologia feminista busca avançar per la igualtat entre homes i dones, moral, social, espiritualment i també a nivell de lideratge.

## Cristianisme
Les principals qüestions problemàtiques que ha posat sobre la taula la perspectiva teològica feminista a nivell del cristianisme inclouen; l'ordenació de dones, la dominació masculina en el matrimoni cristià, el reconeixement de la igualtat espiritual i la capacitat moral, els drets reproductius, i la recerca d'una divinitat femenina o transcendent en el gènere.
A nivell eclesial, la teologia feminista propugna una igualtat radical de tots dos sexes i, per tant, la necessitat de revisar la norma canònica (que el magisteri catòlic sembla entendre com a dogmàtica) que prohibeix l'accés de les dones als ministeris jeràrquics. Aquesta reivindicació no es basa en una mena de voluntat de poder per part de les dones, sinó en la comprensió de l'església com una comunitat d'iguals, en la qual tots, homes i dones, gaudeixen dels mateixos drets i de les mateixes obligacions. Allò que la teologia feminista propugna és una realitat eclesial que correspongui a l'afirmació de Pau de Tars: "Ja no compta ser jueu o grec, esclau o lliure, home o dona. Tots sou una sola cosa en Crist" (Gàlates 3,28).

### Autores principals
En l'àmbit cristià les principals teòlogues feministes són Elisabeth Schüssler Fiorenza, alemanya, professora als EUA i autora d'un dels llibres més representatius en aquesta disciplina, In memory of her (1983). L'holandesa Catharina Halkes, l'alemanya Elisabeth Moltmann-Wendel, la nord-americana Rosemary Radford Ruether, la brasilera Ivonne de Guevara i l'espanyola Dolores Aleixandre. En l'àmbit català hi ha Teresa Forcades autora del llibre La Trinitat, avui (Publicacions de l'Abadia de Montserrat, 2005) i de La teologia feminista en la història (Fragmenta Editorial, 2007). També Teresa Solà, amb una aproximació feminista del text bíblic, és autora entre altres obres d' Osees, teologia renovadora des d'una hermètica d'amor (ABC-Facultat de Teologia, 2000) en col·laboració amb Frederic Raurell; Jahvè, espòs d'Israel. Poderosa metàfora profètica (Claret 2004); Caminant amb la Paraula (Kame Editors, 2019). Hi ha també homes que s'han incorporat en aquest corrent, entre els quals destaca el biblista català Frederic Raurell, amb obres importants en aquest terreny: Mots sobre l'home, (Saurí 1983) Premi Francesc Eiximenis 1984, i en alemany Der Mythos vom männlichen Gott ('El mite del Déu masculí', 1989).

### Xarxes i grups

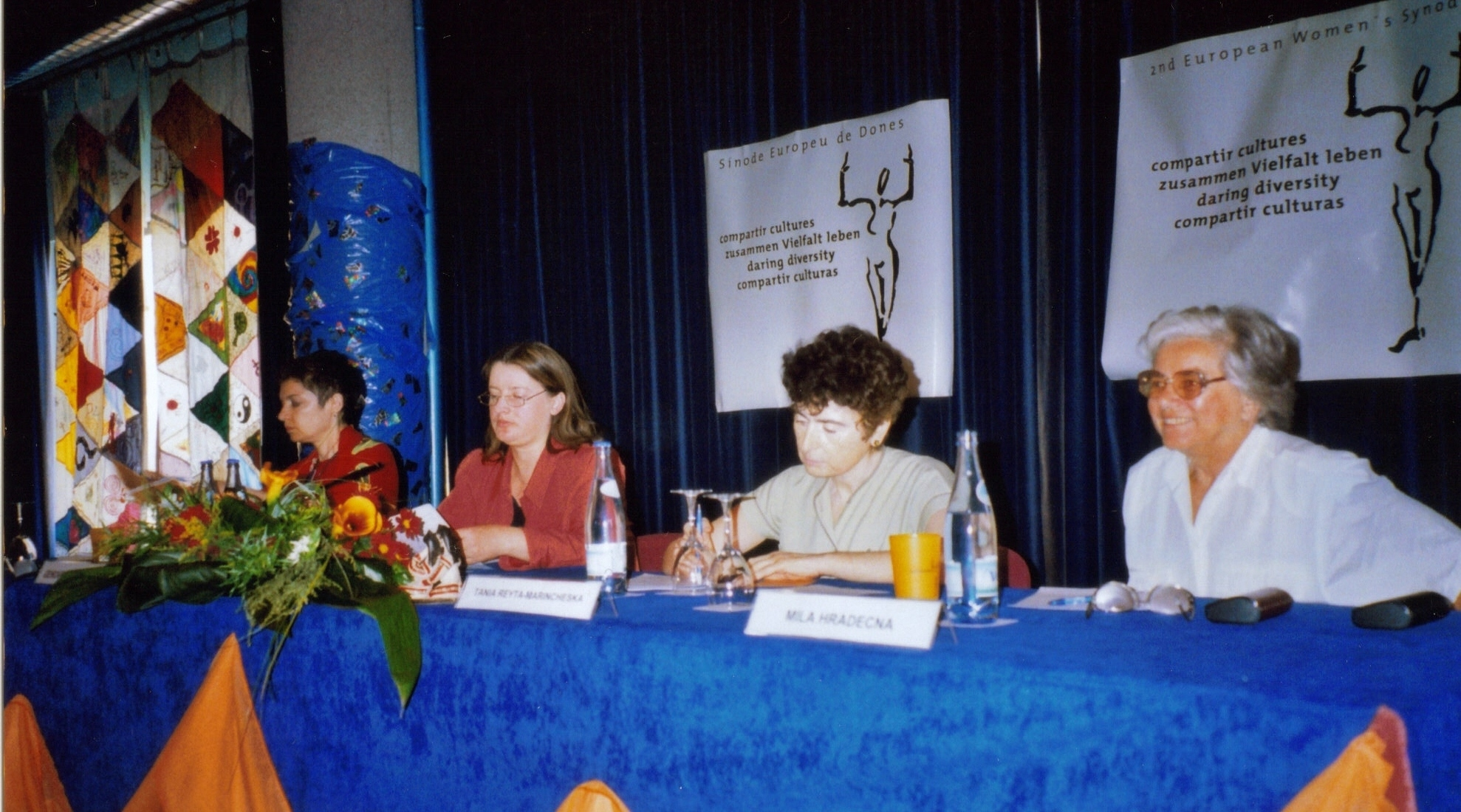
2n Sinode Europeu de Dones 2003

El 1974 als Estats Units neix la Conferència per l'Ordenació de les Dones (WOC, per les sigles en anglès). Organització mundial que treballa exclusivament per a l'ordenació de dones com a sacerdots, diaques i bisbes en una integració i responsabilitat dins de l'Església Catòlica.
A nivell europeu la principal organització és l'Associació Europea de Dones en la Investigació Teològica (ESWTR, per les sigles en anglès) nascuda el 1986. Es tracta d'una xarxa d'estudioses de teologia, ciències religioses i àrees afins, a nivell acadèmic, formada per més de cinc-cents membres de diversos països europeus, incloent Espanya.
Als anys noranta s'inicia el moviment del Sínode Europeu de Dones que realitzarà diverses trobades (Gmunden 1996, Barcelona 2003, Leipzig 2009). Neix com a moviment de renovació què pretén reunir a dones de diverses procedències i tradicions religioses i espirituals en el treball per l'eliminació de desigualtats per raó de sexe, religió o ètnia.
A nivell de l'estat espanyol el 1986 neix Mujeres y Teologia com a xarxa de grups d'estudiants i llicenciades en teologia repartits pel territori espanyol. En el mateix context el 1992 sorgeix la Asociación de Teologas Española (ATE).
A nivell de Catalunya neix també el 1986 el Col·lectiu de Dones en l'Església com associació de dones cristianes i feministes. Al mateix temps sorgeixen Creients i Feministes en les Illes Balears i l'any 2000 Dones Creients en el País Valencià.